# Mille Borgen Mikkelsen
Mille Borgen Mikkelsen fra Sønderborg var formand for interesseorganisationen Danske Skoleelever i skoleåret 2021/2022. Hun tiltrådte stillingen d. 1. juli 2021.
Mille brugte sine sidste år i skolen på at gøre skoledagen bedre for eleverne i Sønderjylland som medlem, næstformand og formand for Danske Skoleelevers lokalafdeling i Sønderjylland
Mille blev valgt som formand på Danske Skoleelevers generalforsamling d. 3. juni 2021, hvor hun vandt formandsvalget over sin modkandidat Marcus Scharstein med 80 stemmer mens hendes modkandidat opnåede 44 af de afgivne stemmer.

## Mærkesager
Til formandsvalget stillede Mille op med tre mærkesager:
- Mere virkelighedsnær undervisning
- Den glidende overgang til ungdomsuddannelserne
- Det gode undervisningsmiljø